# Zastava (potok)
Zastava je eden izmed vodotokov v Ribniški dolini. Ima dva izvira, v vasi Hojče in v vasi Krnče, ki se kmalu združita. Potok teče mimo Ortneka, vzporedno z glavno cesto Ribnica–Ljubljana. Ko se združi z desnim pritokom Laščico, nastane potok Tržiščica.